# Fruitvale (Texas)
Fruitvale es una ciudad ubicada en el condado de Van Zandt en el estado estadounidense de Texas. En el Censo de 2010 tenía una población de 408 habitantes y una densidad poblacional de 82,61 personas por km².

## Geografía
Fruitvale se encuentra ubicada en las coordenadas 32°41′3″N 95°48′13″O / 32.68417, -95.80361. Según la Oficina del Censo de los Estados Unidos, Fruitvale tiene una superficie total de 4.94 km², de la cual 4.91 km² corresponden a tierra firme y (0.68%) 0.03 km² es agua.

## Demografía
Según el censo de 2010, había 408 personas residiendo en Fruitvale. La densidad de población era de 82,61 hab./km². De los 408 habitantes, Fruitvale estaba compuesto por el 92.4% blancos, el 0% eran afroamericanos, el 1.23% eran amerindios, el 0% eran asiáticos, el 0% eran isleños del Pacífico, el 6.37% eran de otras razas y el 0% pertenecían a dos o más razas. Del total de la población el 10.05% eran hispanos o latinos de cualquier raza.